# Red Orb Entertainment
Red Orb Entertainment var en division av Brøderbund mjukvaruföretaget som skapats för att marknadsföra sina speltitlar, och skilja dem från sitt stora bibliotek av edutainment-titlar, som såldes till skolor. Namnet kommer från de sex första bokstäverna i "Broderbund", som när de vänds ger "Red Orb."

## Spel
Red Orb Entertainment har publicerat flera spel i slutet av 1990, bland annat:
- The Journeyman Project 3: Legacy of Time
- The Journeyman Project Trilogy
- Prince of Persia 3D
- Ring: The Legend of the Nibelungen
- Riven
- Soul Fighter
- WarBreeds
- Warlords III: Darklords Rising
- Warlords III: Reign of Heroes